# 나치역
나치역(일본어: 那智駅, なちえき)은 일본 와카야마현 히가시무로군 나치카쓰우라정에 있는, 서일본 여객철도의 철도역이다. 기세이 본선이 지나가며, 기노쿠니 선 소속 열차들을 이용할 수 있다.
특급 《구로시오》 호의 일부 임시열차가 정차한다.

## 역 구조
상대식 2면 2선 구조의 지상역으로 열차의 교행이 가능하다. 역사는 1번 승강장 쪽에 있으며, 반대쪽 승강장과는 지하도로 이어져 있다. 2번 승강장 뒷쪽으로는 나치니시키우라 해수욕장(나치 해수욕장, 또는 "블루비치 나치")의 모래사장이 있다. 1936년 12월에 세워진 지금의 역사는 구마노나치타이샤를 본뜬 것으로, 1998년 8월에는 나치카쓰우라 정이 나치 역 교류센터를 세워 지금까지 운영하고 있다. 교류센터는 2층에 있다.
안마의자, 자동판매기가 설치된 휴게실, 특산물 판매점 등이 있으며, 2층 교류센터 앞에는 나치카쓰우라 정이 운영하는 온천인 "니시키탕"이 있다. 어린이는 300엔, 어른에게는 600엔의 입욕료를 받고 있다.
신구역이 관리하는 무인역으로, 자동 발권기를 이용할 수 있다.

### 승강장
| 1 | ■ 기노쿠니 선 | 신구 방면                                 |
| 2 | ■ 기노쿠니 선 | 기이카쓰우라 · 기이타나베 · 와카야마 방면 |

## 역세권 정보
역 앞에서 나치 강을 따라 구마노나치타이샤, 나치 폭포 등의 관고아지로 이어지는 길이 뻗어 있다.
- 아카이로 해안
- 나치니시키우라 해수욕장
- 기이 산지의 영지와 참배길 구마노 지구
  - 구마노나치타이샤
  - 후다라쿠산지
  - 구마노산쇼 대신사
  - 세이간도지
  - 나치 폭포
  - 나치 산

## 역사
- 1912년 12월 4일 - 신구 철도의 역으로 개업했다.
- 1934년 7월 1일 - 국유화에 따라 일본국유철도의 소속이 되었다.
- 1987년 4월 1일 - 민영화에 따라 서일본 여객철도의 소속이 되었다.

## 인접역
| 서일본 여객철도 기세이 본선 | 서일본 여객철도 기세이 본선 | 서일본 여객철도 기세이 본선 |
| --------------------------- | --------------------------- | --------------------------- |
| 우쿠이 신구 방면            | ■ 기노쿠니 선 보통          | 기이텐마 와카야마 방면      |